# Полоска (деревня)
 Полоска  — деревня в Жарковском муниципальном округе Тверской области.

## География
Находится в юго-западной части Тверской области на расстоянии приблизительно 34 км по прямой на запад-юго-запад по прямой от районного центра поселка Жарковский на левом берегу реки Межа.

## История
Деревня была отмечена уже только на карте 1927 года как поселение с 40 дворами. До 2022 года входила в состав ныне упразднённого Новосёлковского сельского поселения.

## Население
Численность населения: 93 человека (русские 98 %) в 2002 году, 58 в 2010.